# Cal Calafell
Cal Calafell és una obra de Sant Guim de Freixenet (Segarra) inclosa a l'Inventari del Patrimoni Arquitectònic de Catalunya.

## Descripció
És un habitatge integrat dins del nucli urbà, entre mitgeres de cases, i obert al carrer principal del poble. L'edifici es presenta de planta rectangular i estructurat a partir de planta baixa i primer pis. A la planta baixa trobem les portes d'accés a l'habitatge i altres dependències emprades, anteriorment, per a usos comercials. Al primer pis, ens troben situats dos balcons balustrats que tenen dos obertures cadascun, i que presenten motllures de pedra en les seves estructures, així com una decoració geomètrica en relleu sota la llosana d'aquests. Per damunt d'aquesta planta i situat a la part superior de la façana, es disposa un fris amb decoració geomètrica a partir d'una seriació de rombes i una cornisa motllurada. Finalment, corona la façana principal, les estructures de quatre mitjos prismes, on s'intercalen una decoració en ferro forjat. L'obra presenta un parament arrebossat.

## Història
L'origen del poble de Sant Guim de Freixenet es troba en la construcció de la línia del tren que havia d'unir Barcelona amb Saragossa i amb ella l'establiment de l'estació el 1885. Aquest fet suposà un desenvolupament urbanístic que no parà fins als anys 30 del segle xx, en què es construïren les principals vies de comunicació i serveis bàsics. En un primer moment aquest poble fou conegut com el barri de l'Estació de Sant Guim, després com Sant Guim de l'Estació. Durant la Guerra civil se'l coneixia com a Pineda de Segarra.